# Universitat de Florida
La Universitat de Florida (University of Florida en anglès), també coneguda com a Florida o UF, és una universitat pública coeducacional localitzada en Gainesville, Florida, EUA. Fundada en 1853 com Seminari de l'Est de Florida (East Florida Seminary) a Ocala, UF és la tercera universitat més gran en termes d'inscripció de les universitats d'investigació importants de l'estat. El 1906, la universitat es va traslladar al seu campus a Gainesville.
La Universitat de Florida ofereix més que 150 programes d'estudi en 16 divisions acadèmiques que duen a arribar a les graduacions de Bachelor's, Màster, doctorat, Juris Doctor i altres.